# 파라더미
디코이 파라더미(영어: Decoy Paradummy)는 2차대전부터 처음 사용된, 마치 공수부대원 같은 외양으로 제작되어 실제 공수부대원이 투입되기 전에 적진 혼란용이나 아군 매복장소로 유인하는 임무 따위에 사용되던 인형이다. 즉 이 인형이 발견되면 곧 적군의 침투가 속개될 것이란 의미이다.

## 독일군
파라더미는 독일군이 최초로 시도했다. 1940년 5월 개시된 네덜란드와 벨기에, 룩셈부르크 침공 작전인 팔 겔브(Fal Gelb) 작전 당시 독일 공수부대의 침투 전에 대도시 시민을 혼란시킬 목적으로 짚을 가득 채운 꼭두각시를 투하한 것이 그 시초인데, 당시에는 소수만 사용되었지만 큰 성공을 거두었다. 이후 같은 해 8월 13-14일 사이에는 적군 교란이라는 목적으로 스코틀랜드에서 사용되었는데 이 작전명을 당시 일명 압부르프 악치온(Abwurf Aktion, 투하 행동) 이라고 했다. 독일군이 파라더미들을 다시 사용한 것은 발지 대전투라고 일컬어지는 아르덴 대회전 당시의 1944년 12월 17일로, 프리드리히 폰 데어 하이테(독일어: Friedrich von der Heydte) 중령이 인솔하는 공수부대가 미군 점령지에 투입되었을 때 500개의 파라더미가 사용되었다. 실질적인 작전은 실패했지만 이 인형들이 완벽하게 엘젠보른(독일어: Elsenborn) 고지에 낙하되어 미군 내에서는 수개월 동안 독일군의 후방 침입에 대한 공황 상태가 지속되었다. 그 밖에 루프트바페에서 현실적인 묘사를 위해 파라더미의 발에 차오르는 먼지봉투를 부착하여 지상 충돌 시 충격으로 폭연이 나도록 하는 먼지분을 계획했지만 사용되지는 않았다. 2차대전 당시 독일군이 사용한 파라더미들의 구체적인 증거는 현재까지 남아있는 것이 없다.

## 영국군

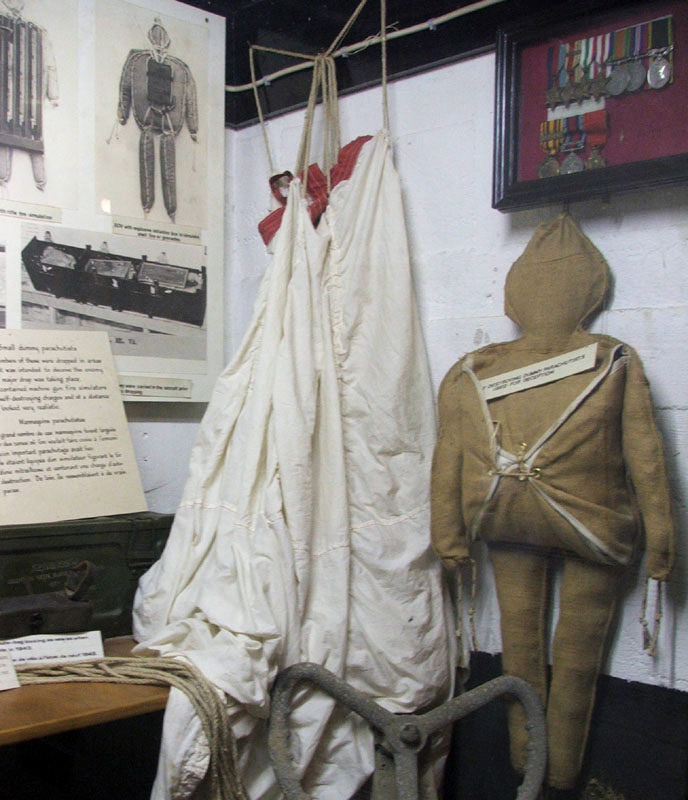
메르빌 D-Day 벙커 박물관에 있는 루퍼트

영국군은 파라더미를 두 번째로 시도했는데, 1940년경 미국의 조지 프리드맨(영어: George Freedman)이 주문을 받아 조립하여 영국으로 항로로 수송되었다. 이 파라더미들은 1940년 북아프리카에서 처음 사용되었다고 알려져 있는데, 당시 이탈리아가 주둔해 있던 시와 오아시스에 투하되었다. 이후 1942년 5월 5일 프랑스 비시 정부가 통치 중이었던 마다가스카르 점령 작전인 아이론클래드(영어: Ironclad) 작전에서 적군을 혼란시키기 위해 투입되었다. 그러나 1942년 이전에 제작되던 파라더미들의 잔여분이나 사용 개수, 외양 등 세부 사항이 기록된 문서 등은 존재하지 않는다.
영국군 파라더미의 유명한 사용처는 노르망디인데, 작전명은 타이타닉(영어: Titanic) 이었다. 노르망디 상륙작전이 전개되기 전인 6월 6일 독일군을 교란시키기 위해 새벽 1시쯤에 채프(영어: Chaff) 인 윈도(영어: Window)가 살포된 다음, SAS가 합류하여 영국 공군의 폭격기인 록히드 허드슨(영어: Lockheed Hudson), 핸들리 페이지 헬리팩스(영어: Handley Page Halifax), 쇼트 스털링(영어: Short Stirling)으로 편성된 40대의 폭격기 편대가 캉이나 생 메르 에글리즈(프랑스어: St. Mère Église) 등지의 해안가 내안지역의 4개 지역에 약 500개 정도의 파라더미를 투하했는데, 이 당시 사용된 인형은 루퍼트(영어: Rupert)라고 불렸다. 루퍼트는 질긴 부대용 삼베에다 지푸라기나 모래를 담아 3피트 정도의 크기로 매우 간단하게 제작되었는데, 폭발성의 물질을 적재하여, 지상에 착지한 후에 미리 세팅되어 있던 기폭장치가 작동하고, 폭발물이 폭발하면서 시끄러운 전장 소음을 내고 삼베자루가 타면서 나는 불길로 독일군이 마치 실제 연합군 공수부대가 침공하는 것으로 오인하게 할 수 있었다. 윈도 덕분에 이 작전에서 영국군은 두 대의 스털링 폭격기만을 잃었고, 파라더미들의 소음을 증폭시키려고 전투 소음이 녹음된 녹음기를 작동시키기 위해 낙하한 6명의 SAS대원 중 두 명만이 살아서 아군 진영으로 복귀할 수 있었다. 남은 4명은 전사한 것으로 추정된다. 루퍼트는 1983년에 낙하산이 부착되어 있는 형태로 발견되어 그 중 몇 개는 메르빌(프랑스어: Merville) 벙커 박물관에 전시되어 있고 나머지는 수집가들 손에 들어갔다. 영화 지상 최대의 작전에서도 루퍼트의 사용이 묘사되어 있지만 완전히 다른 제작품이 사용되었다. 영화용 파라더미는 3개 정도가 남아있다. 파리 점령 후 영국군은 마켓가든 작전에서도 파라더미를 사용했으나 이것이 미국군의 파라더미인지, 영국군의 파라더미인지 불확실하다.

## 미군
세 번째로 파라더미를 사용한 것은 미군으로, 1943년 미 해군의 비치 점프 유닛(영어: Beach Jumper Unit)에서 알루미늄으로 추정되는 금속으로 파라더미들을 처음 제작하여 테스트를 한 것이 시초이다. 이 테스트에서 더글러스 페어뱅크스 주니어(영어: Douglas Fairbanks Jr.)가 개발과 실험을 지휘했는데, 아마 그가 영국에 잠시 머물러 있던 동안 영국군의 파라더미를 본 경험이 있었고 이것을 토대로 파라더미를 제작했다고 파악된다. 이렇게 처음 만들어진 미군의 파라더미가 오스카(영어: Oscar)로, 1943년 3월 7일에서 3월 10일까지 TBF 어밴저 뇌격폭격기에 적재되어 체서피크 만(영어: Chesapeake Bay)의 해안 근처의 비행장에서 처음으로 테스트를 거쳤다. 다음 밑의 내용은 이 실험에 관한 보고서인데 더미 공수부대 실험결과(영어: Dummy Paratroop Experiments) 라고 불린다.
- 3월 7일 : 황혼이 지기 시작했을 무렵 해안가에서 약 2마일 떨어진 곳으로 투하품이 이송되었고, 밤이 되어서야 체서피크 만에서 약 500피트 상공에서 어밴저 뇌격기에 의해 투하되었으며 어밴저는 연막으로 은닉되었다. 세 관찰팀은 다양한 위치로 분산되어 테스트 결과를 기록하였다. 그러나 관찰팀들이 밤에 자신들이 서 있는 위치에서 18인치밖에 안되는 작은 파라더미들을 보기에는 어려움이 많았고, 그래서 다음 날 해안가에서 더 가까운 위치로 이동하여 저고도에서 다시 투하되었다.
- 3월 8일 : 시험은 일몰에 다시 반복되었다. 두 개의 파라더미들이 연막 없이 400피트에서 낙하되었고, 관찰팀들에서 약 1/4 마일 떨어진 평원에 정확하게 투하되었다. 이번에 관찰팀들은 파라더미들을 판별하기는 했으나 너무 작아서 환영이 보인다고 보고했다. 또한 더미들의 팔과 다리가 그다지 실제적으로 보이지 않는다고 말했다. 다음 실험에서는 해안가에서 1마일 정도 떨어진 연막 뒤에 파라더미를 투하했으나, 7번째 더미와 같이 더미들은 관찰자팀이 있는 거리에서 효과적으로 관찰하기에는 너무 작았다.
- 3월 10일 : 시험이 다시 반복되었고, 이번에는 오후 1시 30분에의 밝은 날에 실시되었다. 관찰팀들로부터 1/4 마일 떨어진 거리에서 낙하되었고, 항공기는 연막으로 은닉되었다. 약 6개의 파라더미들이 투하되었는데...관찰팀은 "떨어지는 것은 보았는데, 폭발하지는 않았다." 라고 기술했다. 그러니까 그는 그는 마치 소규모 폭탄이 투하되었다고 생각한 것이었다.

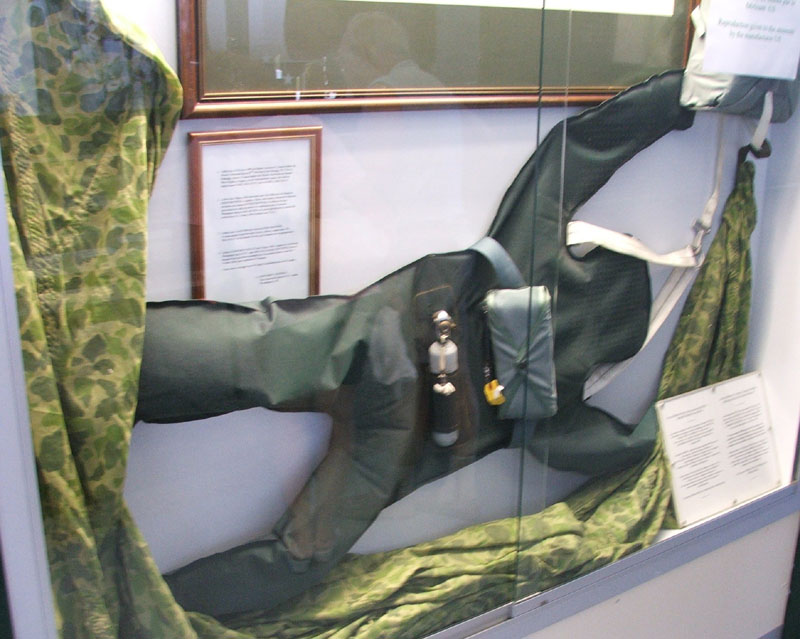
생 메르 에글리즈 공수부대 박물관에 있는 Oscar/PD-Packs 복제품

이 테스트에서 관찰팀은 한결같이 18인치밖에 안되는 오스카들이 너무 작고, 투하 시 실제 공수부대원이 움직이는 부분이 움직이지 않는다는 결과를 보고하면서 더미들이 비현실적이게 보인다고 설명하였다. 그래서 오스카는 테스트 이후에 실제로 사용되지는 않았고, 대신 테스트 결과를 바탕으로 미 해군은 스위트릭 낙하산 회사(영어: Switlik Parachute Company)로 공기로 팽창시킬 수 있는 새로운 파라더미들을 제작해달라고 요청했는데, 이 제작품들은 'Oscar/PD-Packs'(Paratrooper Dummy Pack 의 약자) 라고 불렸고 뉴저지주의 레이커허스트에서 제작되었다. PD-Packs는 항공기 내부에 설치된 경사진 비탈을 하강할 때 선이 끊기면서 자동으로 이산화탄소로 팽창되며 TNT가 발화하여 폭발하는 원리였다. PD-Packs는 1944년 8월 남부 프랑스와 1944년에서 1945년까지 필리핀 등지에서 사용되었다. 그런데 원 PD-Pack 은 현재까지 발견되지 않았으며, 후에 원 개발자 중 한 명인 딕 스위틱이 직접 수색까지 해 보았으나 나타나지 않았고, 그래서 그는 원본을 토대로 복제품을 제작해 박물관에 기증했다.
또한 1943년 9월 5일에 뉴기니로 제 503 미국 보병연대가 오스트레일리아인 공수부대원 포수와 나드잡(Nadzab) 임시 활주로 부근의 쿠나이(kunai) 에 상륙했는데, 이때 나드잡과 라에(Lae) 부근에 파라더미가 투하되었다. 이 파라더미들은 고무로 제작되었다고 추정된다.
1950년 초에 미군은 PD-Pack 을 교체하고자 새로운 파라더미를 만들었는데 이 파라더미도 오스카라고 불렀다. 이 개발형은 발화성의 황록색 군복으로 재봉되었고, 회반죽석고로 만들어진 몸체 안에 와이어와 플라스틱이 링이 넣어져 관절 접힘이 가능한 파라더미들이었다. 이것은 한국전쟁 당시 미 공군이 사용했으며, 후에 CIA가 주도한 과테말라 점령때 사용되었다고 파악되나 명확한 증거는 없다. 또한 1960년대 베트남전에서도 이용되었는데, 구체적으로는 1963년 당시 남은 오스카들을 북베트남의 베트콩 전초기지와 주변에 투하한 것이다. 1990년 걸프전에서는 미국특수작전부대가 PVC를 이용해 제작된 새로운 파라더미를 사용했으며, 2001년 아프가니스탄에서도 사용한 바 있고, 현재까지 미군은 대규모 공수부대 침공 모의훈련 때에 파라더미들을 사용한다.